# Race – The WTCC Game
Race – The WTCC Game ist ein Rennspiel des schwedischen Entwicklers SimBin Development Team, welches eine offizielle FIA-Lizenz für die WTCC-Saison 2006 besitzt. Als Nachfolger kamen Race07 mit einigen Neuerungen am 1. Oktober 2007 sowie die darauf basierenden STCC – The Game, GTR Evolution (2008) und 2009 RaceOn heraus.

## Features
- 60 verschiedene detailliert modellierte Fahrzeuge
- zehn offiziell lizenzierte Strecken
- zahlreiche unterschiedliche Spielmodi wie Blitzrennen, Rennwochenende, Meisterschaft, Training, Übung und Zeitangriff
- „Zwei-Rennen-Format“ der echten WTCC-Rennwochenenden
- fortschrittliche KI für extrem spannende Rennen
- detailliertes realistisches Schadensmodell
- verschiedene Perspektiven, wie zum Beispiel Cockpitansicht inkl. Scheibenwischern
- dynamisches Wetter, welches sich auch während des Rennens ändern kann
- echtes TV-Star-Feeling durch virtuelle Eurosport-Übertragung
- Online-Multiplayer für bis zu 28 Mitspieler
- Unterstützung zahlreicher Eingabegeräte, wie zum Beispiel Tastatur, Lenkräder, Gamepads

## Zusätzliche Rennserien
- WTCC ’87 mit den Fahrzeugen der Tourenwagen-Weltmeisterschaft von 1987 (BMW M3 E30 und Alfa Romeo 75 Turbo)
- Mini Challenge
- Race: Caterham Cars – Add-on anlässlich des 50-jährigen Bestehens von Caterham Cars Ltd. mit 60 neuen Fahrzeugen wie Caterham CSR 200, CSR 260, CSR 320 Concept

## Fahrzeuge
- BMW E46
- BMW E90
- Chevrolet Nubira
- Alfa Romeo 156
- Seat León
- Seat Toledo
- Honda Accord
- Peugeot 407

## Teams und Fahrer
| Startnummer | Fahrer                 | Team                      | Fahrzeug               |
| ----------- | ---------------------- | ------------------------- | ---------------------- |
| 1           | Andy Priaulx           | BMW Team UK               | BMW 320si              |
| 2           | Gabriele Tarquini      | SEAT Sport Italia         | SEAT León              |
| 3           | Rickard Rydell         | SEAT Sport Sverige        | SEAT León              |
| 4           | Alessandro Zanardi     | BMW Italy-Spain           | BMW 320si              |
| 6           | Robert Huff            | Chevrolet                 | Chevrolet Lacetti      |
| 7           | Nicola Larini          | Chevrolet                 | Chevrolet Lacetti      |
| 8           | Alain Menu             | Chevrolet                 | Chevrolet Lacetti      |
| 9           | Jordi Gené             | SEAT Sport España         | SEAT León              |
| 10          | Duncan Huisman         | BMW Italy-Spain           | BMW 320si              |
| 10          | Peter Terting          | SEAT Sport Deutschland    | SEAT León              |
| 11          | James Thompson         | SEAT Sport UK             | SEAT León              |
| 12          | Yvan Muller            | SEAT Sport France         | SEAT León              |
| 15          | Augusto Farfus         | N. Technology             | Alfa Romeo 156         |
| 16          | Gianni Morbidelli      | N. Technology             | Alfa Romeo 156         |
| 18          | Salvatore Tavano       | N. Technology             | Alfa Romeo 156         |
| 19          | Maurizio Ceresoli *    | GR Asia                   | SEAT Toledo Cupra      |
| 20          | Tom Coronel *          | GR Asia                   | SEAT Toledo Cupra/León |
| 23          | Pierre-Yves Corthals * | JAS Motorsport            | Honda Accord Euro R    |
| 24          | Ryan Sharp *           | JAS Motorsport            | Honda Accord Euro R    |
| 30          | Luca Rangoni *         | Proteam Motorsport        | BMW 320si              |
| 31          | Stefano d’Aste *       | Proteam Motorsport        | BMW 320i               |
| 33          | Emmet O’Brien *        | Wiechers-Sport            | BMW 320i               |
| 34          | Diego Romanini *       | Wiechers-Sport            | BMW 320i               |
| 37          | Rainer Bastuck *       | Maurer Motorsport         | Chevrolet Lacetti      |
| 38          | Vincent Radermecker *  | Maurer Motorsports        | Chevrolet Lacetti      |
| 42          | Jörg Müller            | BMW Team Germany          | BMW 320si              |
| 43          | Dirk Müller            | BMW Team Germany          | BMW 320si              |
| 44          | Jiří Janák *           | Československy Motorsport | Alfa Romeo 156 GTA     |
| 46          | Jens Edman *           | Peugeot Sport Denmark     | Peugeot 407            |
| 51          | Alessandro Balzan      | DB Motorsport             | Alfa Romeo 156         |
| 52          | Elio Marchetti         | DB Motorsport             | Alfa Romeo 156         |
| 53          | Riccardo Romagnoli *   | Scuderia la Torre         | Alfa Romeo 156 GTA     |
| 54          | Emanuele Naspetti *    | GDL Racing                | BMW 320i               |
| 55          | Stefano Valli *        | Zerocinque Motorsport     | BMW 320i               |
| 56          | Simone Iacone *        | Zerocinque Motorsport     | BMW 320i               |
| 57          | Davide Roda *          | Scuderia del Girasole     | SEAT León              |
| 58          | Roberto Colciago *     | SEAT Sport Italia         | SEAT Toledo Cupra/León |

- Privatfahrer sind mit einem * gekennzeichnet.
- Es sind nicht alle Fahrer, die an der Tourenwagen-Weltmeisterschaft 2006 teilnahmen, im Spiel enthalten.

## Strecken
- 1. Lauf Monza
- 2. Lauf Magny-Cours
- 3. Lauf Brands Hatch
- 4. Lauf Oschersleben
- 5. Lauf Curitiba
- 6. Lauf Puebla
- 7. Lauf Brno
- 8. Lauf Istanbul
- 9. Lauf Valencia
- 10. Lauf Macao
- Add-on Imola
- Add-on Estoril

## Rezeption
Race – The WTCC Game hat international gute Bewertungen erhalten. Die Rezensionsdatenbank Metacritic aggregiert beispielsweise für die PC-Version 6 Rezensionen zu einem Gesamtwert von 81.

„So muss ein Rennspiel aussehen! Realismus jetzt auch für Anfänger.“